# Swim Cup Den Haag
De Swim Cup Den Haag is een jaarlijks terugkerende internationale zwemwedstrijd, in het Hofbad in Den Haag, die georganiseerd wordt door de KNZB sinds 2017. Door het vaak sterkere deelnemersveld dan bij de Nederlandse kampioenschappen wordt deze wedstrijd als kwalificatie-toernooi gebruikt voor de grote internationale toernooien zoals EK's, WK's en Olympische Spelen.

## Edities
| Jaar                   | Datum              |
| ---------------------- | ------------------ |
| Swim Cup Den Haag 2017 | 3 t/m 5 maart 2017 |
| Swim Cup Den Haag 2018 | 6 t/m 8 april 2018 |